# Onitis naviauxi
Onitis naviauxi là một loài bọ cánh cứng trong họ Bọ hung (Scarabaeidae).